# Simon Calamel
Pour les articles homonymes, voir Calamel.
Simon Calamel est un écrivain et chanteur français.

## Biographie
Fils d'Hélène et de Gilles Calamel (élu local et enseignant de provençal), Simon Jacques Joseph Calamel naît le 27 mars 1973 à Carpentras. Il fait ses débuts dans les milieux culturels provençaux au sein de l'association Li Gènt dóu brès à Mazan, commune où il a été greffier du festival du Carri.
Titulaire du CAPES d'occitan, il enseigne le provençal et l'histoire au lycée Jean-Henri-Fabre de Carpentras. Il s'investit en parallèle au sein de Prouvençau lengo vivo, dont il est secrétaire de 2006 à 2007.
Il collabore aux Carnets du Ventoux. Jusqu'en 2024, il tient la chronique « Lou Grum de sau » dans l'émission Aqui sian bèn présentée par Paulin Reynard sur France Bleu Vaucluse. La même année, il supervise la traduction en provençal de la documentation de la bibliothèque Inguimbertine. Toujours en 2024, il est élu majoral du Félibrige à la suite de Jean-Pierre Tennevin.
Il est également chanteur lyrique en basse. Il se produit notamment au sein du quatuor L'Estaca. Conférencier à l'opéra d'Avignon, il a composé trois chansons, et joue dans plusieurs pastorales.

### Vie personnelle
Il épouse Marie-Sophie Cluzel en 1999 ; ils ont trois enfants.

## Production intellectuelle
La Langue d'oc pour étendard, écrit avec Dominique Javel (2002), constitue selon Jean-Pierre Chambon une des quelques contributions à l'histoire de la Renaissance d'oc qui « rom[pt] avec l'écriture de l'histoire par ses protagonistes », en « introduisant une bienheureuse distanciation » ; ce sentiment est partagé par Philippe Martel.
Trois ans plus tard, il propose avec Virginie Bigonnet-Balet un manuel de conversation, Le Provençal de poche.

## Ouvrages
- Avec Dominique Javel, La Langue d'oc pour étendard : les félibres (1854-2002), Toulouse, Privat, 2002  (ISBN 2-7089-6849-1).
- Avec Virginie Bigonnet-Balet (ill. Jean-Louis Goussé), Le Provençal de poche, Chennevières-sur-Marne, Assimil, 2005  (ISBN 2-7005-0329-5).
- Laus de Jan-Pèire Tennevin, Aix-en-Provence, Félibrige, 2025.